# Hannah (Dakota du Nord)
Pour les articles homonymes, voir Hannah.
La ville de Hannah est située dans le comté de Cavalier, dans l’État du Dakota du Nord, aux États-Unis. Sa population s’élevait à 15 habitants lors du recensement de 2010, estimée à 14 habitants en 2018.

## Histoire
Hannah a été fondée en 1897.
L'athlète Ethel Catherwood, championne olympique pour le Canada aux Jeux d'Amsterdam en 1928, y est née en 1908.

## Démographie
| 1930 | 1940 | 1950 | 1960 | 1970 | 1980 |
| ---- | ---- | ---- | ---- | ---- | ---- |
| 262  | 261  | 257  | 253  | 145  | 90   |

| 1990 | 2000 | 2010 | - | - | - |
| ---- | ---- | ---- | - | - | - |
| 49   | 20   | 15   | - | - | - |

## Source
- (en) Cet article est partiellement ou en totalité issu de l’article de Wikipédia en anglais intitulé « Hannah, North Dakota » (voir la liste des auteurs).